# Cryphia auberti
Cryphia auberti là một loài bướm đêm trong họ Noctuidae.